# Carmen Xhán
Carmen Xhán es una localidad del estado mexicano de Chiapas ubicada en la Frontera entre Guatemala y México de la que es uno de sus puntos formales de cruce.
Carmen Xhán se encuentra ubicado en las coordenadas geográficas de 16°02′41″N 91°45′23″O / 16.04472, -91.75639 y a una altitud de 1,284 metros sobre el nivel del mar, se encuentra en línea fronteriza con Guatemala frente a la población guatemalteca de Gracias a Dios, que se localiza en el municipio de Nentón del Departamento de Huehuetenango; se localiza a 25 kilómetros al sur de la población de Lázaro Cárdenas, que se encuentra sobre la Carreterera Federal 307 y desde donde se enlaza con la cabecera municipal, La Trinitaria y Comitán, así como el resto del estado de Chiapas.
De acuerdo a los resultados del Conteo de Población y Vivienda de 2005 realizado por el Instituto Nacional de Geografía y Estadística, Carmen Xhán tiene un total de 730 habitantes, de los cuales 339 son hombres y 391 son mujeres.